# Vetenskapsåret 1777

## Händelser
- Carl Wilhelm Scheeles Chemische Abhandlung von der Luft und dem Feuer publiceras efter förseningar från tryckeriet.

### Matematik
- Okänt datum - Leonhard Euler introducerar symbolen i för att representera kvadratroten ur -1.[1]

## Pristagare
- Copleymedaljen: John Mudge, brittisk fysiker.

## Födda
- 31 mars - Louis Cordier (död 1861), fransk geolog.
- 30 april - Carl Friedrich Gauss (död 1855), tysk matematiker.
- 4 maj - Louis Jacques Thénard (död 1857), fransk kemist.
- 14 augusti - Hans Christian Ørsted (död 1851), dansk fysiker.
- 31 augusti - Jean Pierre Joseph d'Arcet (död 1844), fransk kemist.
- 12 september - Henri Marie Ducrotay de Blainville (död 1850), fransk zoolog.

## Avlidna
- 18 augusti - Johann Christian Erxleben (född 1744), tysk naturforskare.
- 22 september - John Bartram (född 1699), biolog och upptäcktsresande, "den amerikanska botanikens fader".
- 7 december - Albrecht von Haller (född 1708), schweizisk anatom och fysiolog.
- Johann Heinrich Lambert (född 1728), tysk matematiker och astronom.
- Celia Grillo Borromeo (född 1684), italiensk matematiker

### Fotnoter
1. ↑  Crilly, Tony (2007). 50 Mathematical Ideas you really need to know. London: Quercus. sid. 32. ISBN 978-1-84724-008-8